# Feaella mombasica
Feaella mombasica är en spindeldjursart som beskrevs av Beier 1955. Feaella mombasica ingår i släktet Feaella och familjen Feaellidae. Inga underarter finns listade i Catalogue of Life.